# Robert Pecl
Robert Pecl (* 15. November 1965 in Wien, Österreich) ist ein ehemaliger österreichischer Fußballspieler. Der Verteidiger wurde mit SK Rapid Wien zwei Mal österreichischer Meister und nahm an der Weltmeisterschaft 1990 in Italien teil.

## Karriere
Robert Pecl hatte auf Grund seiner schonungslosen Spielweise sich selbst und dem Gegner gegenüber den Spitznamen „Eisenfuß“ und "Roter Robert" inne. Er spielte von 1986 bis 1995 für Rapid in der Bundesliga, davon die letzten vier Jahre als Kapitän, ehe er mit schon 29 Jahren seine Karriere verletzungsbedingt beenden musste. Er genoss hohe Popularität und wurde 1990 und 1991 von den Fans zu Österreichs Fußballer des Jahres gewählt. Seine ersten beiden Jahre mit den Grün-Weißen war äußerst erfolgreich, gemeinsam mit seinem Abwehrpartner Kurt Garger konnten 1987 und 1988 die österreichische Meisterschaft, sowie 1987 auch der ÖFB-Cup gegen den FC Swarovski gewonnen werden. Auf seinen nächsten Titelgewinn musste Robert Pecl bis zu seinem letzten Spiel warten, beim Cupsieg 1995 gegen den DSV Leoben wurde der Verteidiger zum Abschied noch für die letzte Minute eingewechselt. 
Durch seine großen Erfolge in den Anfangsjahren bei Rapid kam Robert Pecl bereits 1987 unter Branko Elsner in die österreichische Nationalmannschaft und  gab sein Debüt im Oktober gegen Spanien. Als Stammspieler gelang die erfolgreiche WM-Qualifikation '90, im letzten Testspiel gegen die Niederlande gelang Robert Pecl beim 3:2-Sieg ein Tor. Bei der Weltmeisterschaft in Italien kam Robert Pecl in allen Spielen zum Einsatz, musste sich mit der Hickersberger-Mannschaft allerdings in der Gruppenphase knapp geschlagen geben. Bis 1993 kam der Verteidiger auf 31 Einsätze in der Nationalmannschaft.

## Nach der Fußballkarriere
Robert Pecl ist seit 2003 Verkaufsmanager bei PF Concept, einem Händler für Werbeartikel.

## Erfolge
- 2-mal Österreichischer Meister: 1987, 1988
- 2-mal Österreichischer Cupsieger: 1987, 1995
- Krone-Fußballer des Jahres: 1990, 1991
- Teilnahme Weltmeisterschaft 1990:  Gruppenphase (Beste 24)
- 31 Spiele und 1 Tor für die österreichische Fußballnationalmannschaft von 1987 bis 1993